# الوقارتة
الوقارتة إحدى واحات بني عباس تبعد عنها حوالي 60 كلم وهي قليلة السكان تتواجد بها واحات النخيل وعدة اودية منها واد العقدة وواد علي. توجد بها منطقة زراعية تسمى «لمحيرتة» يذهب إليها سكان المنطقة للزراعة في كل موسم وهي منطقة خصبة.
تحتوي الوقارتة على عدة اثار تاريخية منها قصر الوقارتة ومخلفات الاستعمار الفرنسي لكن أهم ما يميزها هو سلسلة جبال الوقارتة.